# Saint-Martin-des-Monts
Saint-Martin-des-Monts ist eine französische Gemeinde mit 172 Einwohnern (Stand 1. Januar 2022) im Arrondissement Mamers im Département Sarthe in der Region Pays de la Loire. Saint-Martin-des-Monts gehört zum Kanton La Ferté-Bernard und zum Gemeindeverband Communauté de communes du Pays de l’Huisne Sarthoise. Die Einwohner werden Saint-Aubinois genannt.

## Geographie
Saint-Martin-des-Monts liegt etwa 32 Kilometer ostnordöstlich von Le Mans. Umgeben wird Saint-Martin-des-Monts von den Nachbargemeinden La Bosse im Norden und Nordwesten, Saint-Aubin-des-Coudrais im Norden, La Ferté-Bernard im Nordosten, Cherré-Au mit Cherré im Osten, Villaines-la-Gonais im Süden und Osten sowie Boëssé-le-Sec im Westen und Südwesten.

## Bevölkerungsentwicklung
| 1962                      | 1968 | 1975 | 1982 | 1990 | 1999 | 2006 | 2013 |
| ------------------------- | ---- | ---- | ---- | ---- | ---- | ---- | ---- |
| 181                       | 164  | 118  | 159  | 151  | 153  | 169  | 180  |
| Quelle: Cassini und INSEE |      |      |      |      |      |      |      |

## Sehenswürdigkeiten

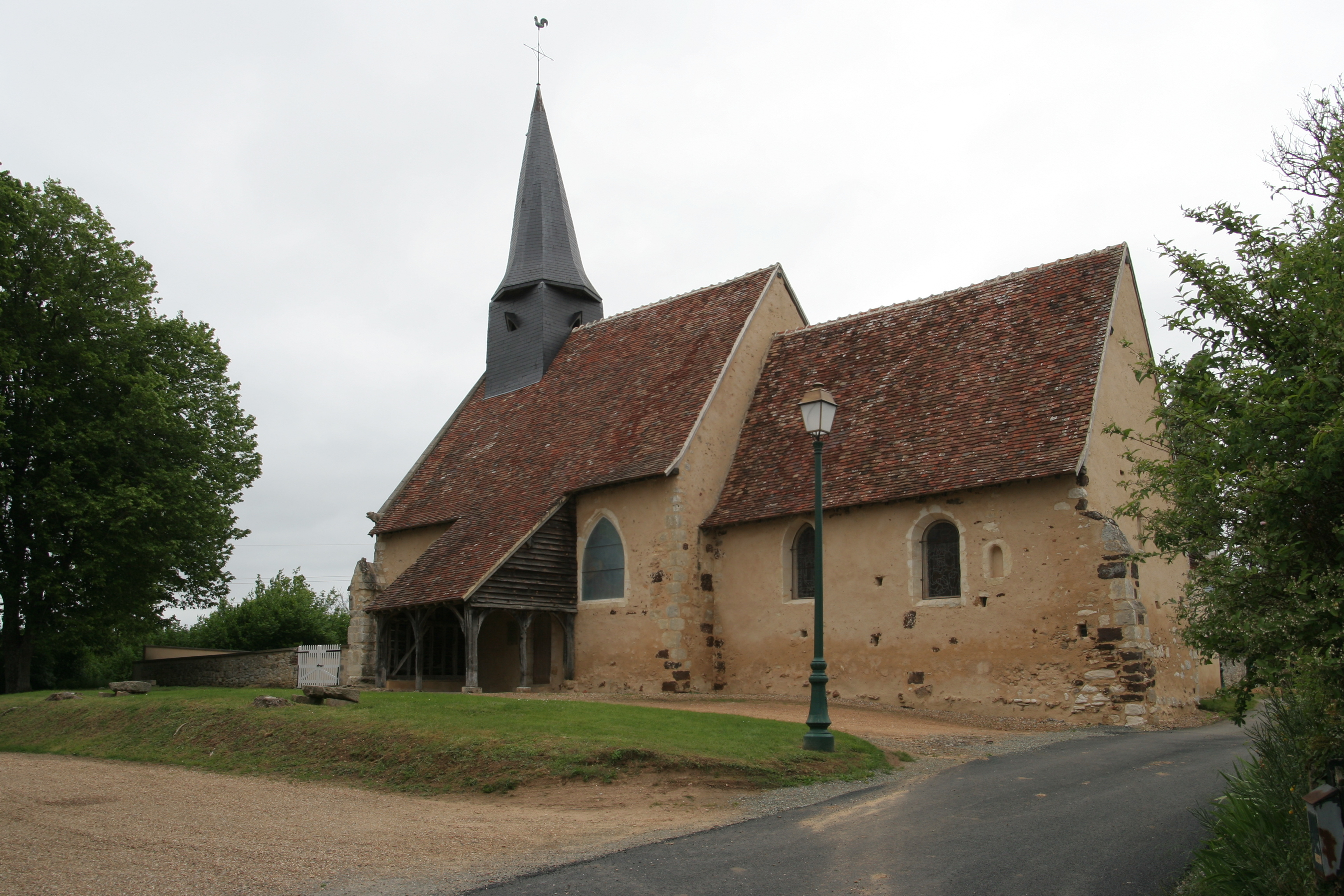
Kirche Saint-Martin

- Kirche Saint-Martin aus dem 11./12. Jahrhundert mit Umbauten aus späterer Zeit, seit 2015 Monument historique